# Sistema de administración de traducciones
Un sistema de administración de traducciones es un tipo de software utilizado para automatizar muchas partes del proceso de traducción del lenguaje humano y maximizar la la eficiencia del traductor. La idea de un sistema de administración de traducciones es automatizar todo el trabajo repetitivo y no esencial que se puede realizar mediante software; dejando que los seres humanos realicen únicamente el trabajo creativo de traducción y revisión. Un sistema de administración de traducciones generalmente incluye al menos dos tipos de tecnología: una de administración de procesos para automatizar el flujo de trabajo y tecnología lingüística para ayudar al traductor.
Generalmente, la tecnología de administración de procesos se utiliza para controlar el contenido del idioma de origen en busca de cambios y enviar dicho contenido a varios traductores y revisores. Estos traductores y revisores pueden estar ubicados en cualquier parte del mundo, accediendo normalmente al sistema de administración por Internet.
Los sistemas de administración de traducción se utilizan con mayor frecuencia en la actualidad para gestionar diversos aspectos del negocio de traducción.

## Nombre
Aunque el nombre «sistema de administración de traducciones» parezca el término preferido actualmente en la industria de localización de idiomas, por su nombre en inglés «Translation management systems» (abreviado como TMS, por sus siglas), estas soluciones también se conocen como «sistema de administración para la globalización» o «de administración de contenido global». Trabajan con sistemas de gestión de contenidos (CMS) como programas separados pero vinculados o como complementos simples que pueden responder a requisitos multilingües específicos.

## General
Un sistema de administración normalmente se conecta a un CMS para administrar contenido en otros idiomas. Suele abordar las siguientes categorías en diferentes grados, dependiendo de cada oferta:
- Administración de empresas: administración de proyectos, gestión de recursos, gestión financiera. Esta categoría está tradicionalmente relacionada con las herramientas de planificación de recursos empresariales.
- Gestión de procesos de negocio: flujo de trabajo, colaboración, conectores de contenido. Esta categoría es tradicionalmente el dominio de las herramientas especializadas de administración de proyectos.
- Control de idiomas: memorias de traducción integrada, herramientas de traducción, revisión y marcado de los clientes. Esto se realiza tradicionalmente con herramientas de traducción especializadas.

## Características y beneficios
Los beneficios de usar un sistema de administración de traducciones son similares a los que se encuentran en un sistema de gestión de contenidos, pero con un toque multilingüe: el flujo de trabajo de localización está automatizado, lo que reduce los costes generales y de administración, así como ahorra tiempo a los involucrados; se reduce el gasto, el tiempo y se mejora la calidad. Finalmente, la cooperación entre la sede y las sucursales nacionales aumenta gracias a una presentación de informes más exhaustiva. Un flujo de trabajo típico de TMS pasa por los siguientes pasos:
La detección de cambios en materiales nuevos o actualizados es imprescindible, ya sea con el sistema de gestión de contenido estándar del mercado o con el uso de conectores desarrollados a medida en el caso de sistemas propietarios. El contenido se extrae automáticamente del sistema de gestión de contenido y se empaqueta para su transmisión al sistema de administración de traducción. En algunos casos, es posible que sea necesario manipular el archivo para su posterior análisis y traducción. Los administradores de proyectos personalizan los flujos de trabajo para satisfacer sus necesidades comerciales. Cada participante en el flujo de trabajo recibe una notificación al subirse nuevo trabajo por realizar y se asigna un número único a cada proyecto y cada tarea para su trazabilidad . Los traductores y revisores trabajan en línea o sin conexión y sus consultas y comentarios se rastrean a través del sistema. Los traductores o revisores reciben comentarios de los revisores locales del cliente para verificar e implementar cualquier corrección. Una vez aprobados los documentos, la memoria se actualiza automáticamente para reutilizarse. Finalmente, los materiales traducidos se devuelven a su CMS para su publicación y las métricas de productividad y eficiencia están disponibles a través de informes.
La tecnología lingüística generalmente incluye al menos una memoria de traducción y una base de datos a modo de glosario de términos; algunos sistemas también integran tecnología de  traducción automática. La memoria de traducción es una base de datos de todas las oraciones traducidas previamente. Mientras un traductor realiza la traducción, automáticamente se le solicitan oraciones similares de la memoria que fueron traducidas previamente. Una base de datos a mod de glosario, contiene palabras y frases específicas y sus traducciones apropiadas al contexto.
Un sistema de traducción automática es un programa que utiliza tecnología de procesamiento del lenguaje natural para traducir automáticamente un texto de un idioma a otro.

## Futuro
En el futuro se pretende que estos sistemas de traducción tengan:
- Interoperación con más ofertas de gestión de contenido: los administradores de contenido deberían poder solicitar traducciones dentro de su propio entorno.
- Vincularse con entornos de creación de textos: para aprovechar el contenido multilingüe existente frente a la nueva escritura.
- Incorporación de funciones de administración empresarial: para previsualizar el precio y plazo de la localización.
- Integración con sistemas empresariales: aplicaciones de contabilidad general y herramientas de automatización de la fuerza de ventas.

## Licencias y objetivos de mercado
Los proveedores de sistemas de administración de traducciones se dirigen a dos compradores principales cuando comercializan y venden sus productos. Por un lado, las empresas exclusivas para desarrolladores de software atraen a productores de contenidos y venden su oferta sin condiciones. Por otro lado, los desarrolladores de software también pueden ser proveedores de servicios lingüísticos, por lo que ofrecen sus servicios en lugar de su oferta tecnológica personalizada para facilitar la integración del cliente. Esta última se conoce comúnmente como «solución cautiva», lo que significa que los compradores deben utilizar los servicios lingüísticos del desarrollador del sistema de administración de traducción para aprovechar su plataforma.
Los productores de contenido con acuerdos de servicios lingüísticos previos o provistos por terceros pueden preferir mantener su independencia y comprar licencias de software por su cuenta. Sin embargo, probablemente sería más rentable una una opción combinada de solución tecnológica y servicios lingüísticos en un solo paquete. De manera similar, pueden preferir ponerse en contacto con proveedores de tecnología que no formen parte de la competencia y ofrezcan también servicios lingüísticos. Muchos proveedores de terceros se pusieron nerviosos cuando SDL compró Trados en 2005, convirtiéndose en el mayor proveedor de tecnología de traducción, sin dejar de tener servicios lingüísticos como parte de sus actividades. Como resultado de esto, comenzaron a abrirse camino en el mercado sistemas competitivos de administración de traducciones en la nube que combinan las características base del sistema con herramientas CAT y editores de traducción en línea.